# Friedrich Reusch

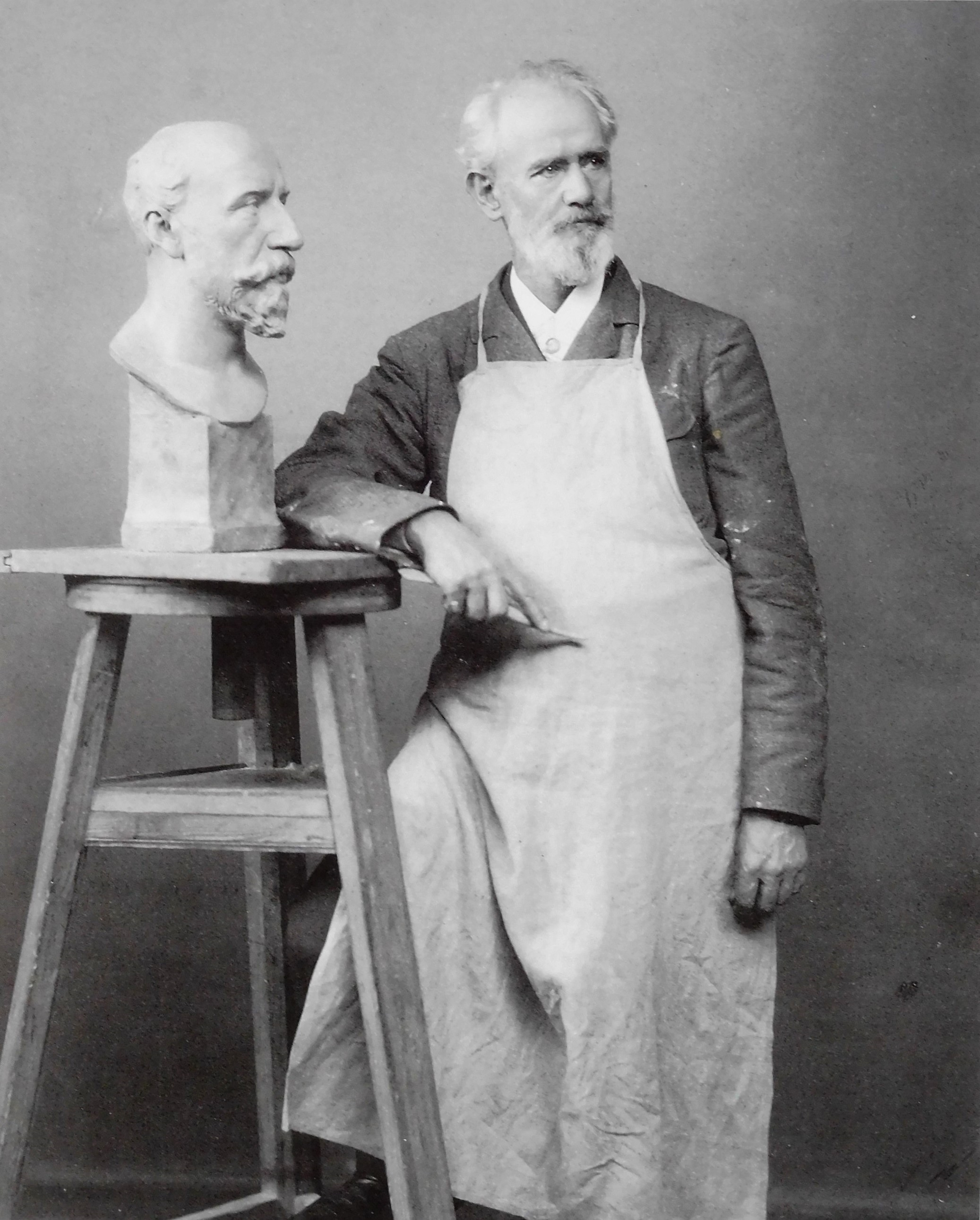
Friedrich Reusch im Atelier

Johann Friedrich Reusch (auch Friedrich Johann, * 5. September 1843 in Siegen; † 15. Oktober 1906 in Girgenti, Sizilien) war ein deutscher Bildhauer und Hochschullehrer.

## Leben
Reusch wurde in der Siegener Poststraße als Spross einer alteingesessenen, bis ins Jahr 1658 nachweisbaren Handwerkerfamilie und Sohn eines Schreinermeisters geboren. Er erlernte zunächst das Schreinerhandwerk in der Werkstatt seines Vaters. Nachdem August Kiß durch Reuschs Schnitzarbeiten auf sein künstlerisches Talent aufmerksam geworden war und zum Studium riet, ging er 1863 nach Berlin. Dort war er bis 1867 Student an der Berliner Kunstakademie und arbeitete von 1866 bis 1872 im Atelier von Albert Wolff an dessen Denkmal Friedrich Wilhelms III. und dem Relief für die Berliner Siegessäule. 1872 erhielt er das Stipendium der Michael-Beer-Stiftung für eine Italien-Reise, über die durch das Stipendium abgedeckte Zeit hinaus lebte er von 1872 bis 1874 in Rom.
Im Anschluss daran machte er sich in Berlin selbständig. Ab 1881 lehrte er als Professor an der Kunstakademie Königsberg, die er zuletzt auch als Direktor leitete. Die Philosophische Fakultät der Albertus-Universität Königsberg verlieh ihm die Ehrendoktorwürde. 1904 zwang ihn ein bereits 1900 aufgetretenes Herzleiden zur Aufgabe der Lehrtätigkeit. 1906 verstarb Friedrich Reusch, der nicht verheiratet war, dessen Haushälterin Rosa ihn aber zeitlebens begleitete, während einer Erholungsreise auf Sizilien. Begraben wurde er auf dem Lindenbergfriedhof seiner Heimatstadt Siegen.
Sein Erfolg als Bildhauer im deutschen Kaiserreich ist wohl damit zu erklären, dass er mit zahlreichen Werken das Nationalgefühl der Deutschen besonders ansprach.

## Werk
Nach seiner Rückkehr aus Italien wurde er vor allem durch die von ihm geschaffenen Großplastiken bekannt.
- 1879: allegorische Figurengruppe „Marktverkehr“ auf der Belle-Alliance-Brücke über den Landwehrkanal in Berlin (aus Tiroler Marmor; im Zweiten Weltkrieg zerstört)
- 1880: „Der Dämon des Dampfes“
Die eigenartige Skulptur wurde später in Bronze gegossen und im Lichthof der Technischen Hochschule Charlottenburg aufgestellt, „später in den Garten verbracht und dann wohl entfernt.“[2]
- 1881: Kriegerdenkmal des Kreises Mülheim vor der damaligen Kadettenanstalt in Bensberg[3]
- 1890: Porträtmedaillon für den Grabstein von Carl Steffeck auf dem Französischen Friedhof in Berlin
- 1897: Kaiser-Wilhelm-Denkmal (Reiterstandbild) vor dem Schloss in Münster (nicht erhalten)
- 1898: Kaiser-Wilhelm-Denkmal (Reiterstandbild) am Kaiserberg in Duisburg (nicht erhalten)
- 1905: Bismarck-Denkmal in Duisburg (nicht erhalten)
- 1909: Grabmal Lehmann, Friedhof Ohlsdorf, Hamburg[4]

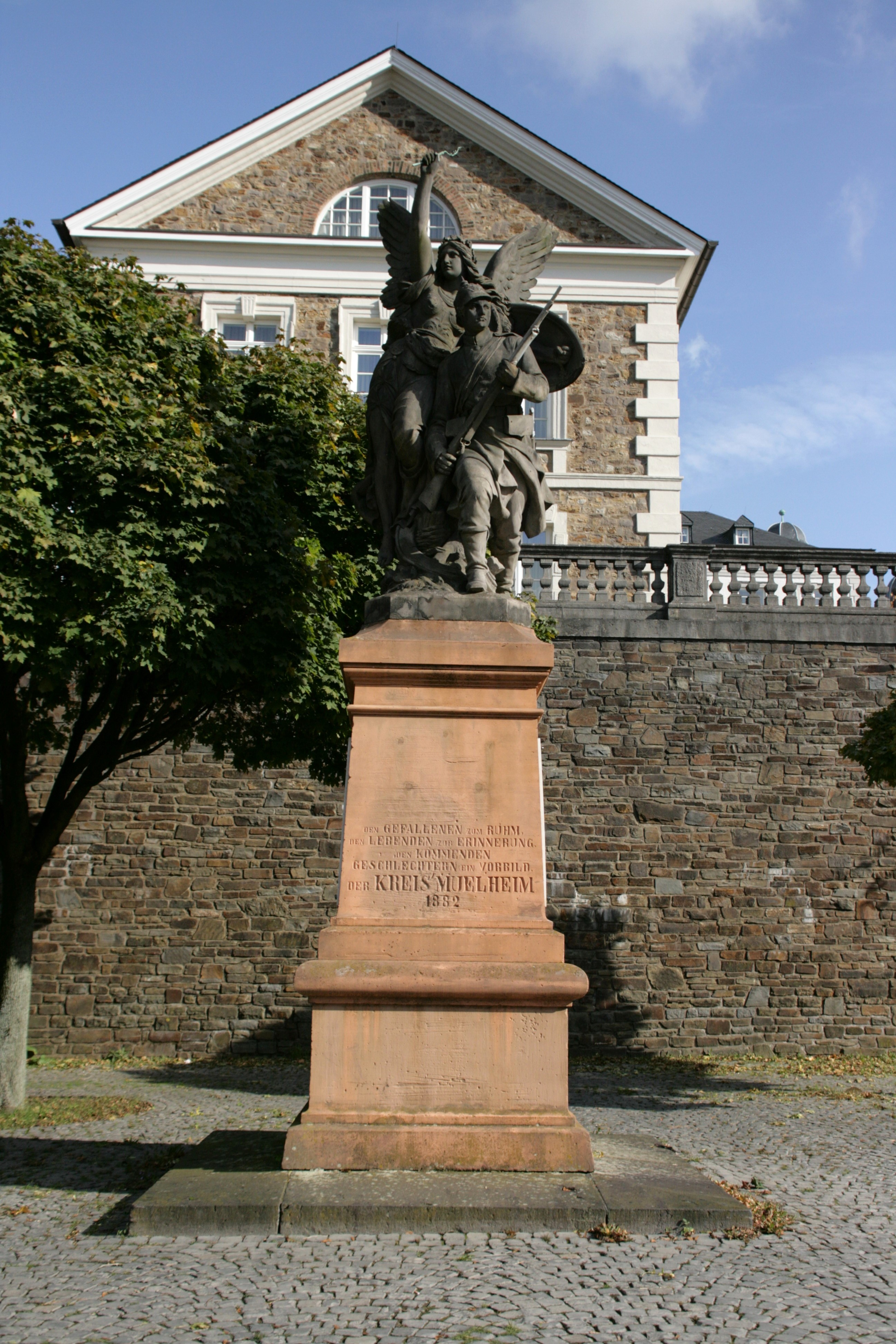
Kriegerdenkmal in Bensberg (1881)
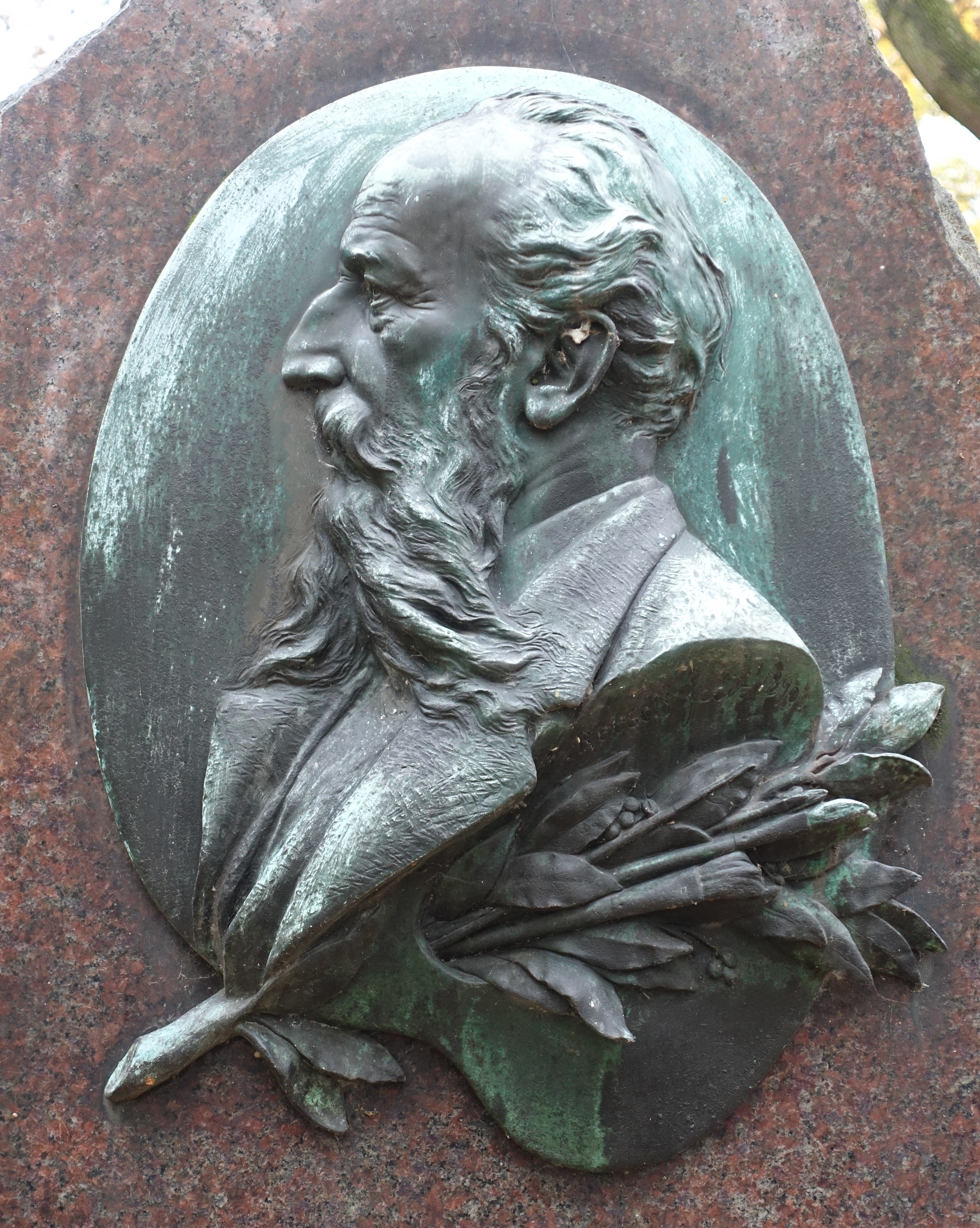
Porträtmedaillon auf dem Grabstein von Carl Steffeck (1890)
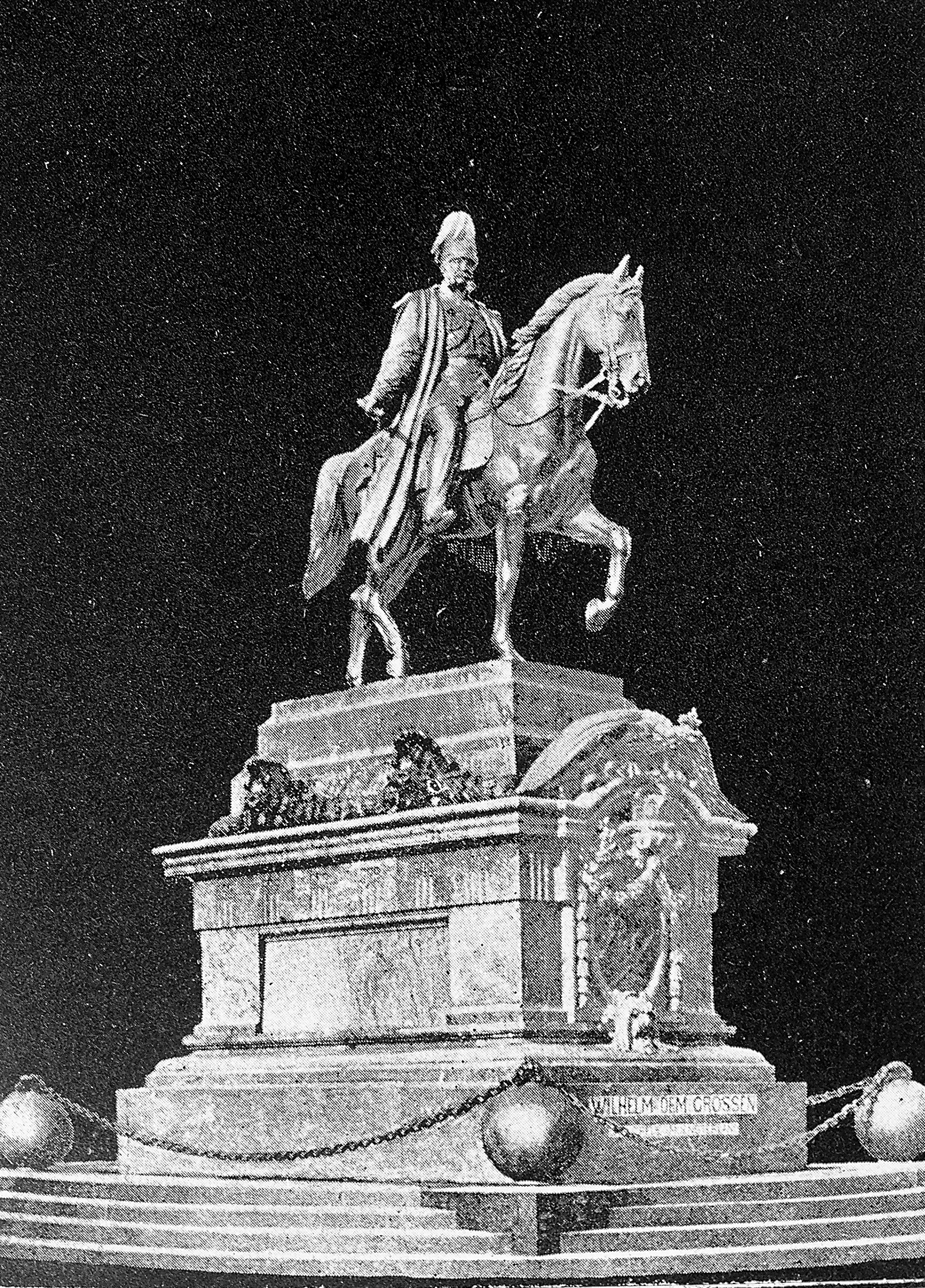
Kaiser-Wilhelm-Denkmal in Münster (1897)
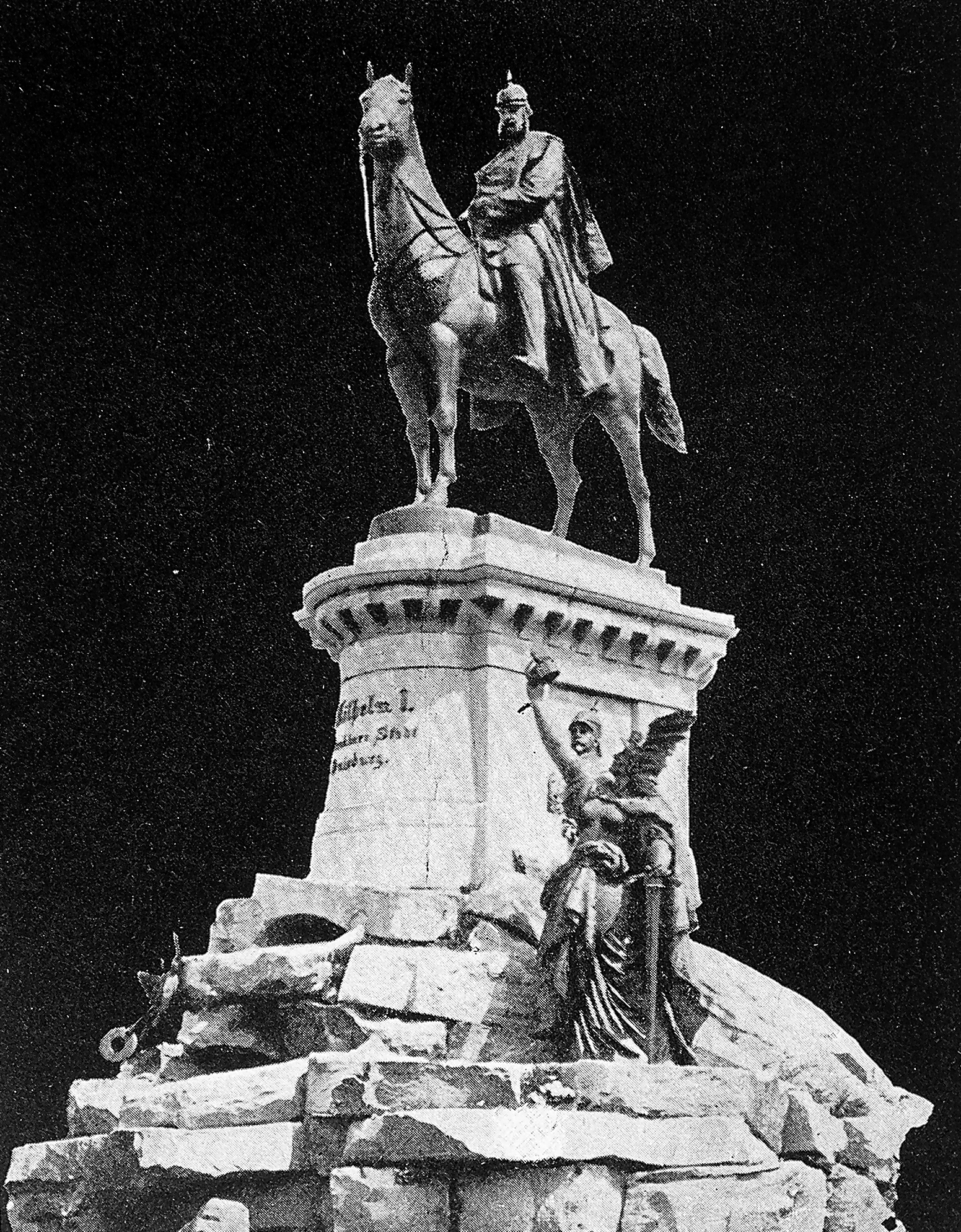
Kaiser-Wilhelm-Denkmal in Duisburg (1898)
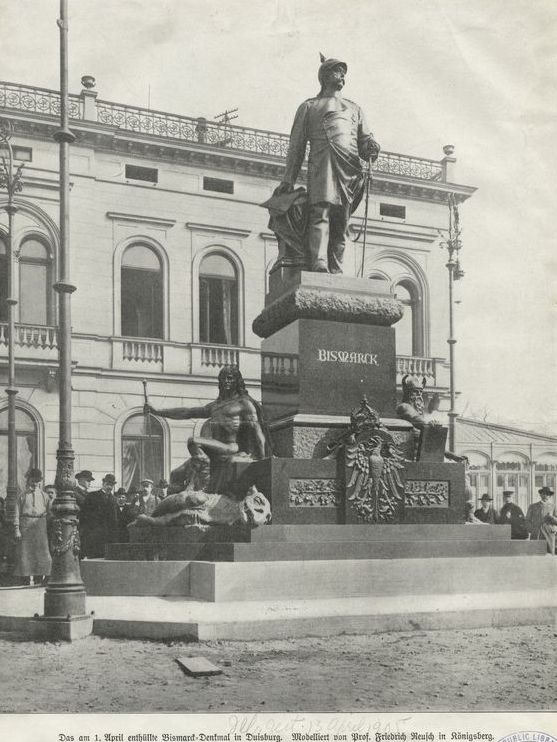
Bismarck-Denkmal in Duisburg (1905)

Zu seinen viel beachteten Genrebildwerken zählen:
- Psyche, den Cerberus besänftigend (lebensgroß)
- Amor mit dem Helm des Mars (Marmor)
- Triumph des Amor über Herkules (Marmor)
- Tritonenknabe auf einem Delphin

### Königsberg
Außer zahlreichen Büsten und dekorativer Bauplastik für öffentliche Gebäude schuf er in Königsberg (Preußen) die Denkmäler für den Astronomen Friedrich Wilhelm Bessel und den Ophthalmologen Julius Jacobson, das Herzog-Albrecht-Denkmal, das überlebensgroße Standbild Kaiser Wilhelms I. im Krönungsornat vor dem Schloss und das Standbild Otto von Bismarcks, sowie das Standbild "Der deutsche Michel" am Wrangelturm (1895).

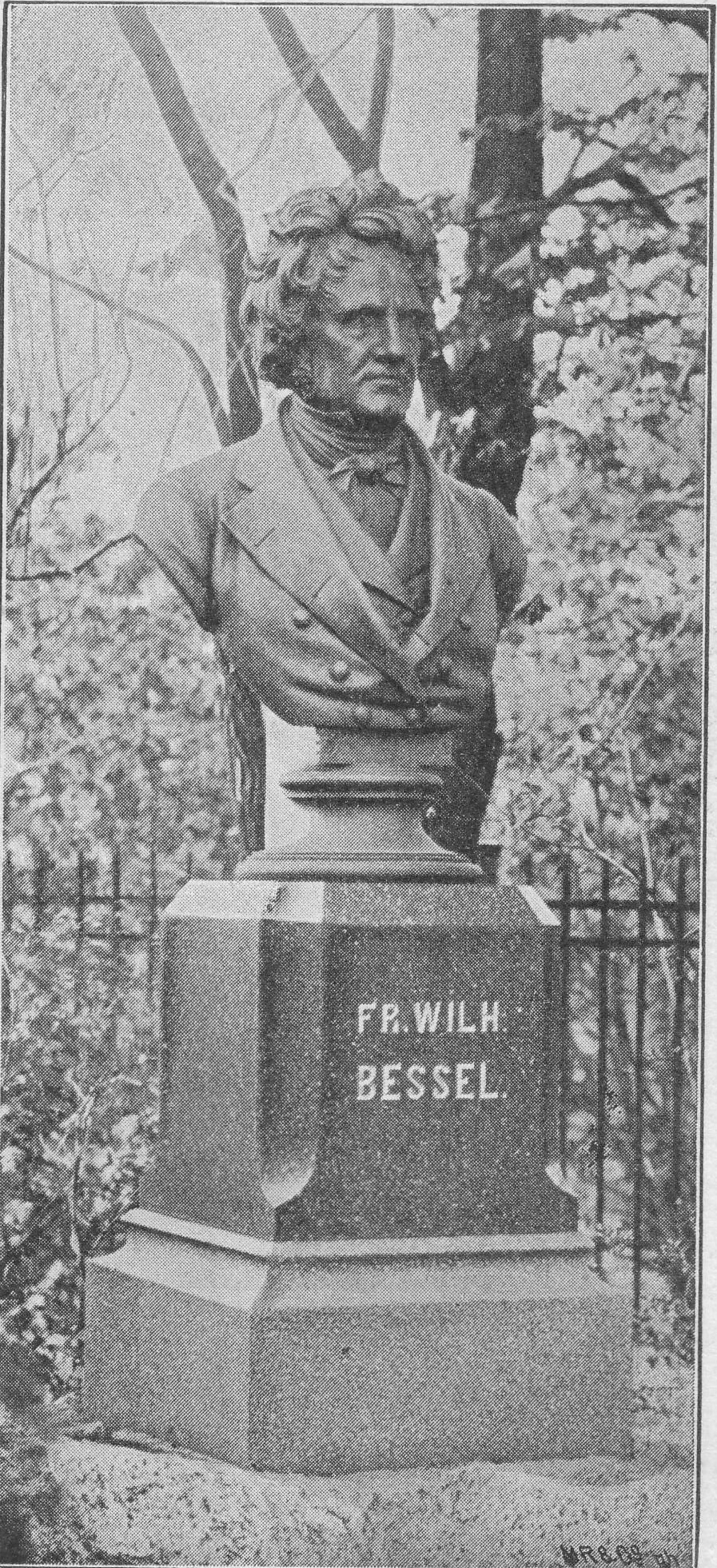
Bessel-Denkmal (1882)
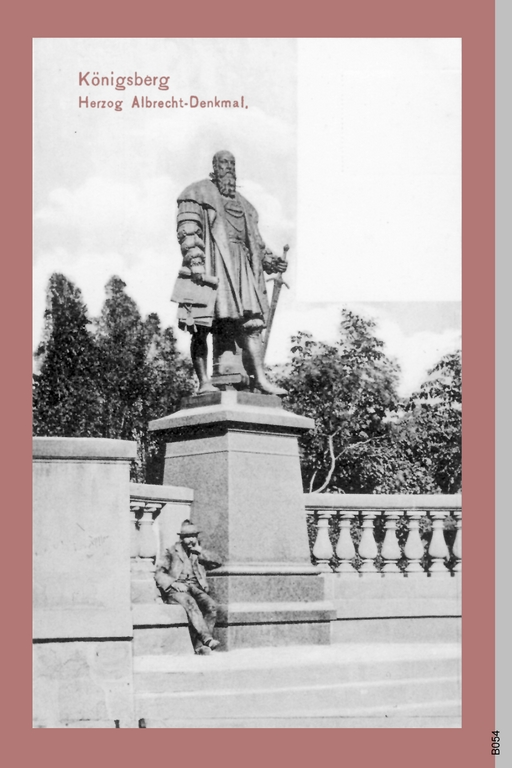
Herzog-Albrecht-Denkmal (1891)
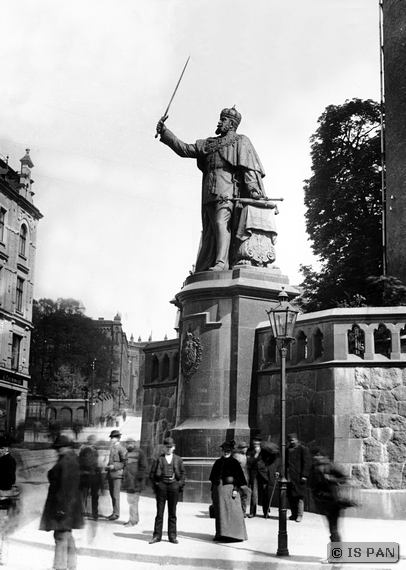
Kaiser-Wilhelm-Denkmal (1894)
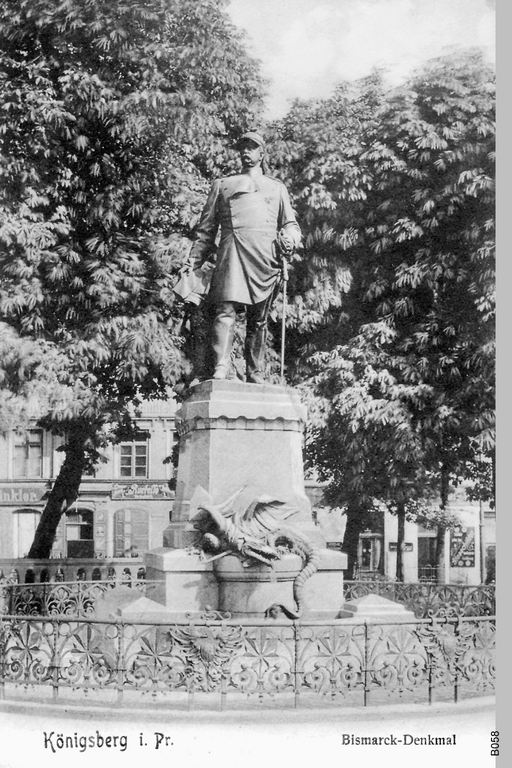
Bismarck-Denkmal (1901)

### Siegen
Das am 6. August 1877 eingeweihte Kriegerdenkmal in der Fissmeranlage neben der Nikolaikirche in Siegens Oberstadt geht auf eine Initiative von Julius Debel im Sommer 1873 zurück. Die steinerne Germania mit Schwert, Lorbeerkranz und Reichsadler ist ohne Sockel etwa 2,5 Meter hoch und wurde nach Reuschs Modell von Fr. Spies ausgeführt. Neben einem vom Magistrat und der Stadtverordnetenversammlung bewilligten Kostenzuschuss von 6000 Mark wurde das Denkmal durch den Erlös aus Kollekten, Spenden, Verlosungen und Konzerten finanziert.
Das Diesterweg-Denkmal wurde am 29. Oktober 1890 auf der Siegener Poststraße enthüllt. Es wurde mehrmals versetzt, bis 2016 stand es nahe der Martinikirche, seitdem auf der Rückseite des Unteren Schlosses am Eingang der neuen Universitätsbibliothek. Einige Quellen schreiben die Büste seinem Bruder Eduard Reusch zu.
Das 1892 eingeweihte Siegener Kaiser-Wilhelm-Denkmal brachte Friedrich Reusch viel Lob und Anerkennung. Bis in den Zweiten Weltkrieg hinein stand es auf dem Marktplatz, als es abgebaut und das Reiterstandbild aus Bronze zu Rüstungszwecken eingeschmolzen wurde.
Die Henner und Frieder genannten, überlebensgroßen bronzenen Standbilder in Siegen, die einen Bergmann und einen Hüttenmann darstellen, sind Symbole des Erzbergbaus und der Erzverhüttung im Siegerland. Reusch schuf sie für die Industrie- und Gewerbeausstellung Düsseldorf 1902, in Siegen haben sie nach mehreren Standortwechseln seit 2015 ihren Platz auf der Oberstadtbrücke.
Im Siegerlandmuseum befinden sich zudem eine ihn selbst porträtierende Marmorbüste sowie die Büsten seiner Eltern.

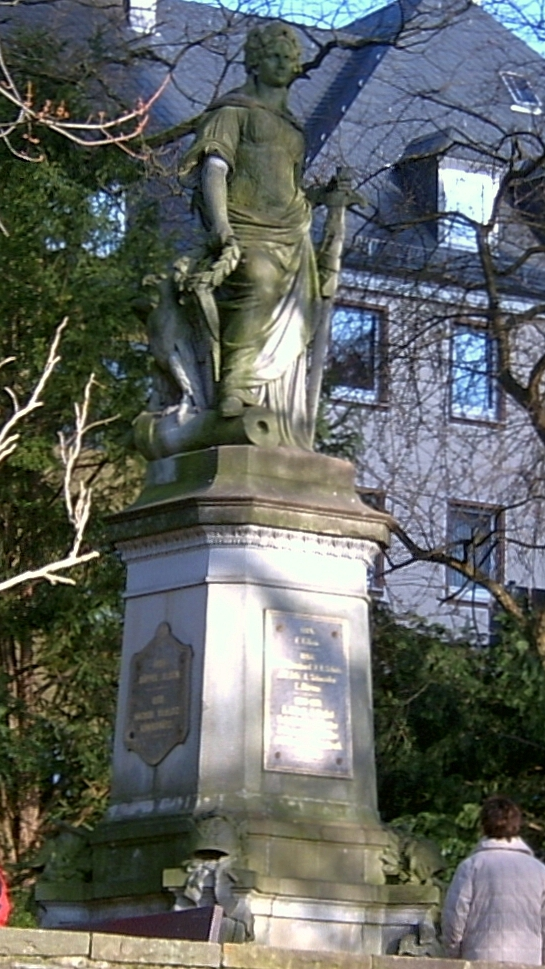
Kriegerdenkmal mit Germania
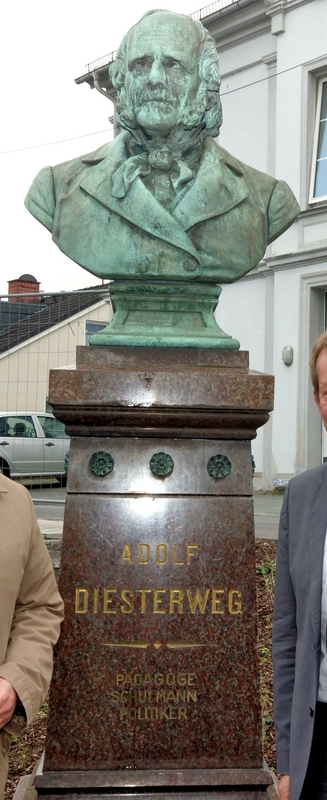
Diesterweg-Denkmal
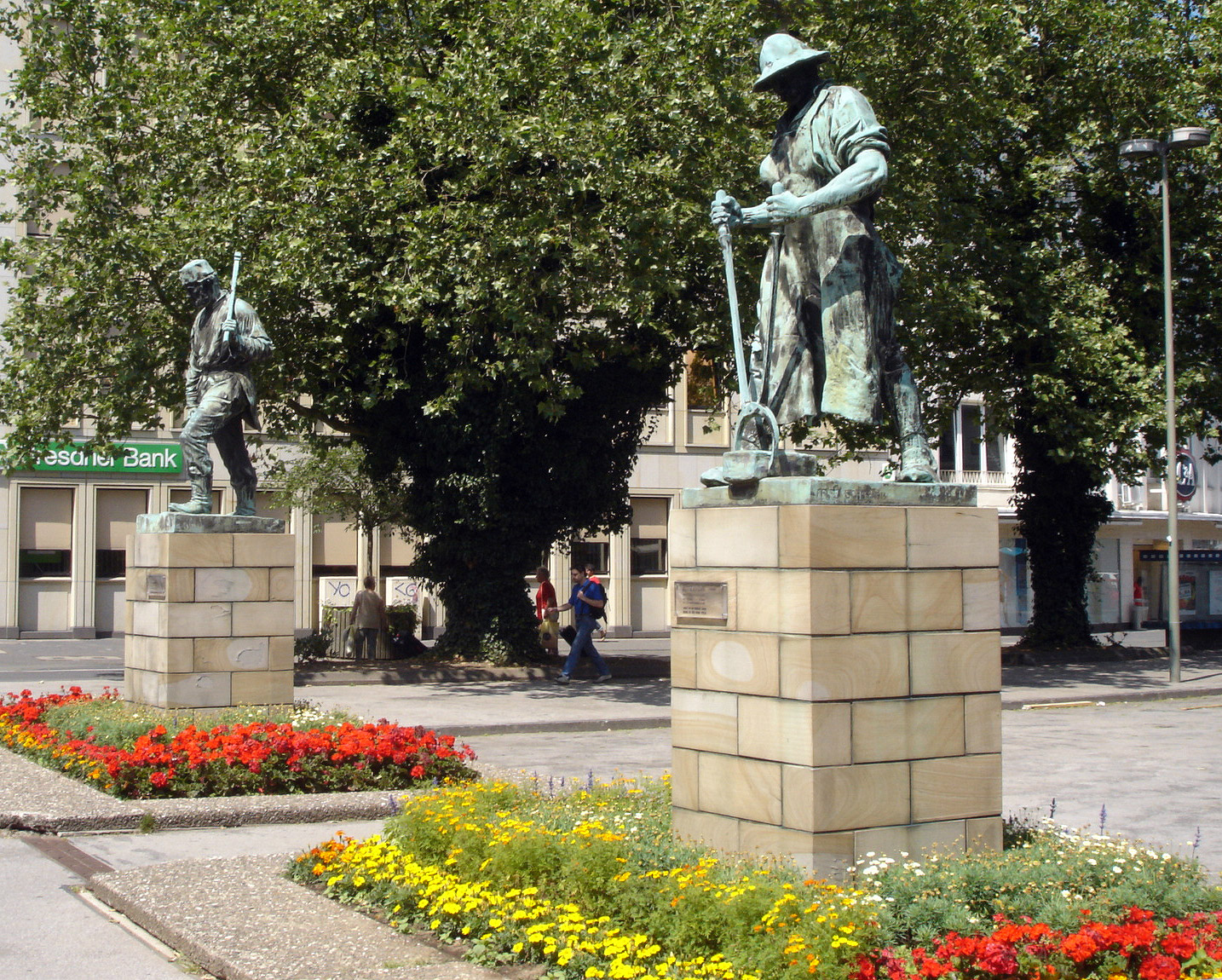
„Henner und Frieder“ (Standort 2005)
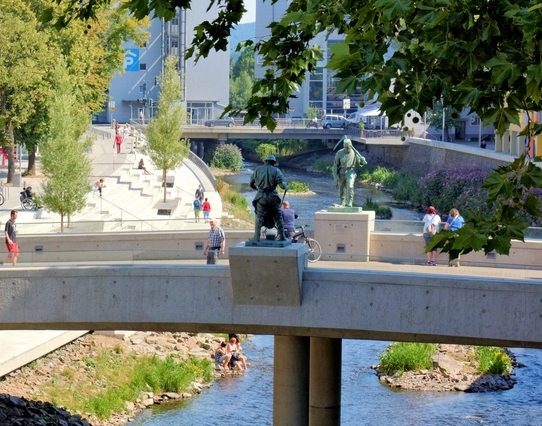
„Henner und Frieder“ (Standort seit 2016)
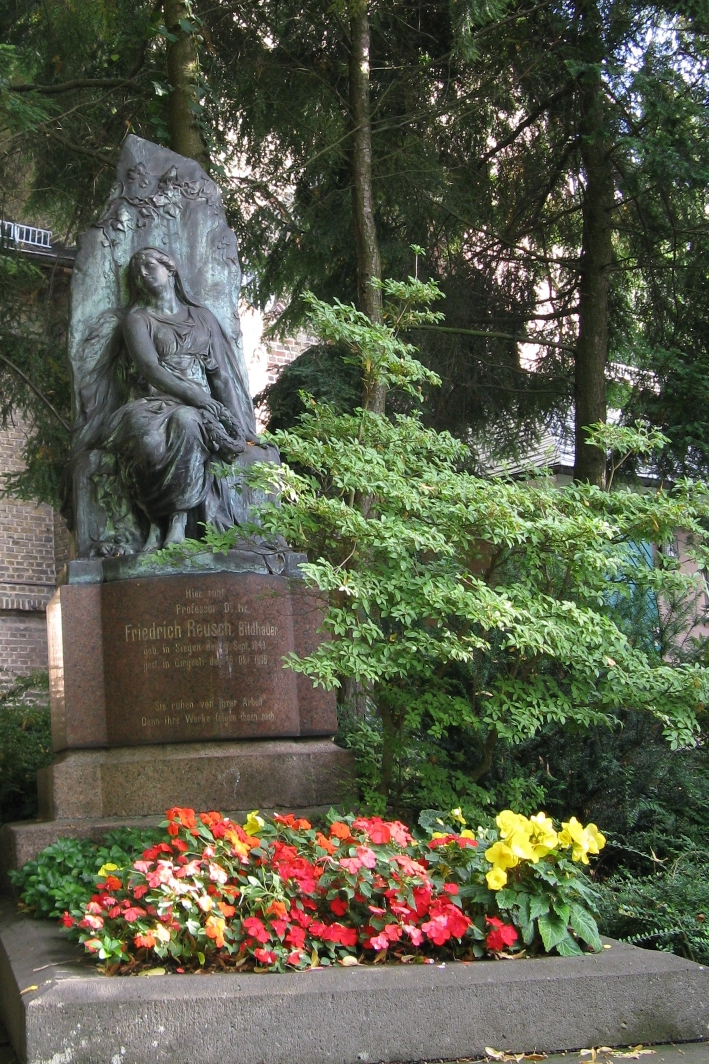
Reuschs Grabmal